# Stephen Gough (homme politique)
Stephen Gough est un homme politique (néo-écossais) canadien. Il a représenté la circonscription de Sackville-Beaver-Bank (en) à la Chambre d'Assemblée de la Nouvelle-Écosse de l'élection néo-écossaise du 8 octobre 2013 à celle de 2017.